# 越後妻有文化ホール・十日町市中央公民館「段十ろう」
越後妻有文化ホール・十日町市中央公民館「段十ろう」（えちごつまりぶんかホール・とおかまちしちゅうおうこうみんかん「だんじゅうろう」）は、新潟県十日町市本町1丁目にある複合施設。通称段十ろう。

## 概要
十日町市の中心市街地活性化の一環で設置された。老朽化した十日町市民会館の後継施設として市民交流の拠点施設として整備を進め2017年11月3日にオープンした。設計は梓設計。
施設は芸術・文化の振興を目的とした文化ホールと生涯学習・社会教育の推進を目的とした公民館の2つから成る。
愛称は一般公募によって決定した。「段」は施設に「だんだんテラス」という階段状になった交流スペースがあることに由来。「十」は十日町の中心となる施設を表現。「ろう」はすでに活用されているまちなかステージの「分じろう・十じろう」から2文字を取り、中心市街地の施設間のつながりを持たせた。

## 施設
ホール
客席数は最大708席（1階席323席、2階席377席、親子室4席、ユニバーサル室4席）。車椅子席も設置されている。楽屋4室、アーティストラウンジを備える。
中央公民館
講堂、調理室、プレイルーム、雁木ギャラリー、多目的スペース3室、練習室3室、和室2室がある。

## アート作品

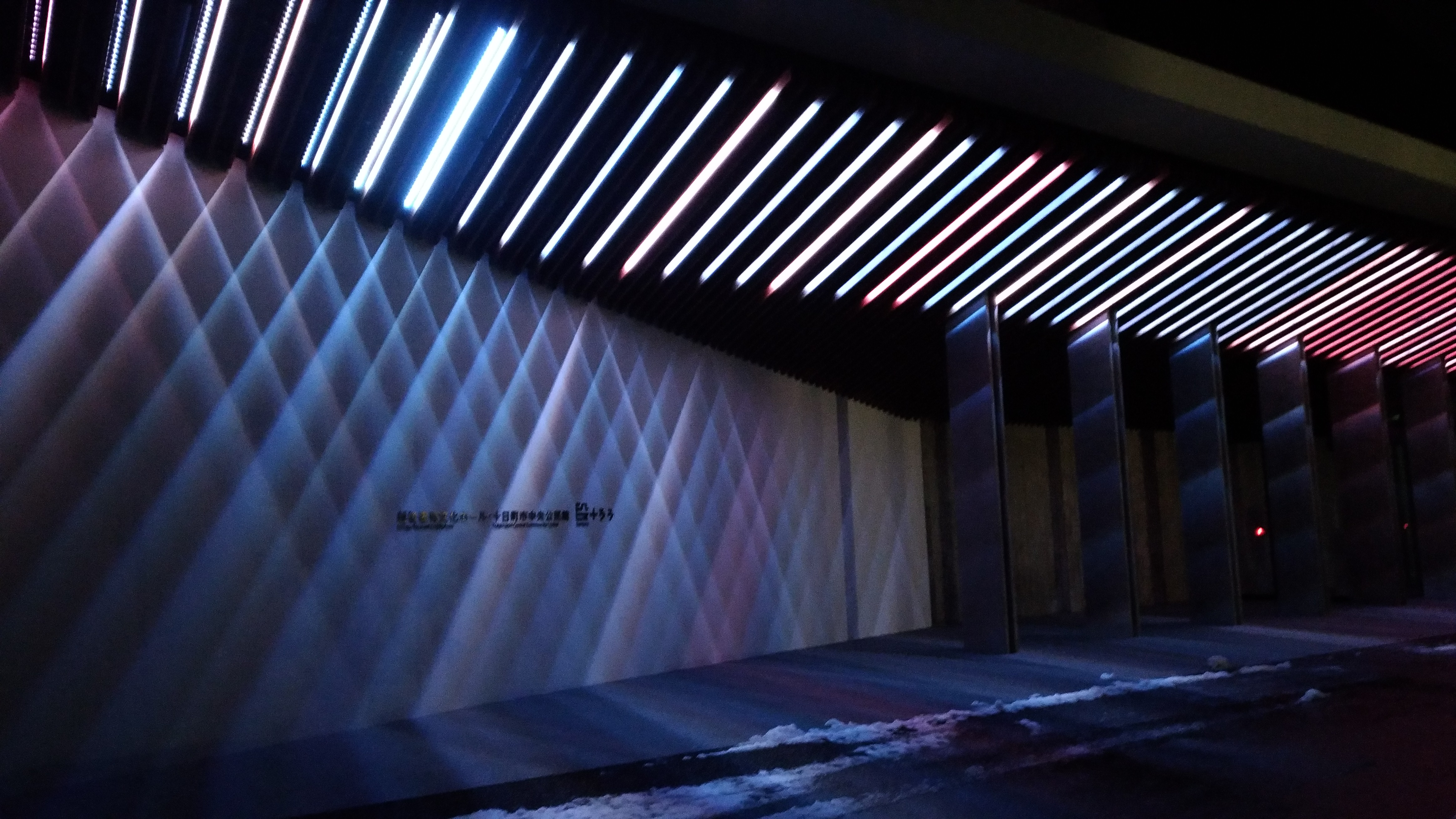
夜間の段十ろう

十日町市は現代アートの祭典、大地の芸術祭が開催される都市である。そのため、段十ろうにも積極的に現代アートの要素が盛り込まれている。駐車場入り口のモニュメントと大ホールの緞帳（どんちょう）は現代アート作家ジョゼ・デ・ギマランイスの作品である。また、建物正面の雁木をモチーフにした通路にはLEDが設置され、芸術祭に関わる作家の高橋匡太による幻想的な光の演出が楽しめる。

## 交通アクセス
- JR十日町駅東口から徒歩約15分